# دينيس ستينات
دينيس ستينات (18 يوليو 1983 بشارتر في فرنسا - ) (بالفرنسية: Denis Stinat)‏ هو لاعب كرة قدم فرنسي في مركز الدفاع. شارك مع منتخب فرنسا تحت 16 سنة لكرة القدم. أما مع النوادي، فقد لعب مع نادي باو ونادي بريست ونادي ديجون ونادي غويونيون ونادي مارتيغ ونادي نانت ونادي ليزيربيي.

## روابط خارجية
- دينيس ستينات على موقع رابطة كرة القدم الفرنسية للمحترفين (الإنجليزية)
- دينيس ستينات على موقع قاعدة بيانات كرة القدم.إي يو (الإنجليزية)
- دينيس ستينات على موقع ليكيب (الفرنسية)